# Montsoreau
Montsoreau (franskt uttal: [mɔ̃soʁo]) är en kommun i Loiredalen i departementet Maine-et-Loire i regionen Pays de la Loire i nordvästra Frankrike. Kommunen ligger i kantonen Saumur-Sud som tillhör arrondissementet Saumur. År 2022 hade Montsoreau 416 invånare.

## Befolkningsutveckling
Antalet invånare i kommunen Montsoreau
| Referens: INSEE |

## Klimat
|                                            | Jan  | Feb  | Mar  | Apr  | Maj  | Jun  | Jul  | Aug  | Sep  | Okt  | Nov  | Dec |
| ------------------------------------------ | ---- | ---- | ---- | ---- | ---- | ---- | ---- | ---- | ---- | ---- | ---- | --- |
| Normaldygnets maximitemperaturs medelvärde | 11,1 | 12,1 | 15,1 | 17,4 | 22,5 | 27   | 26,4 | 27,2 | 21,6 | 19,9 | 12,7 | 9,2 |
| Normaldygnets minimitemperaturs medelvärde | 8,8  | 4    | 6,5  | 4,5  | 10,6 | 14,2 | 15,3 | 15,3 | 11,2 | 10,2 | 4,4  | 2,6 |
|                                            |      |      |      |      |      |      |      |      |      |      |      |     |
| Nederbörd                                  | 66   | 35   | 50   | 3,5  | 45   | 51   | 27   | 15,5 | 34   | 11,5 | 29   | 40  |

| Diagram | temperaturer i °C • månadsnederbörd i mm • Källa: infoclimat.fr | temperaturer i °C • månadsnederbörd i mm • Källa: infoclimat.fr | temperaturer i °C • månadsnederbörd i mm • Källa: infoclimat.fr | temperaturer i °C • månadsnederbörd i mm • Källa: infoclimat.fr | temperaturer i °C • månadsnederbörd i mm • Källa: infoclimat.fr | temperaturer i °C • månadsnederbörd i mm • Källa: infoclimat.fr | temperaturer i °C • månadsnederbörd i mm • Källa: infoclimat.fr | temperaturer i °C • månadsnederbörd i mm • Källa: infoclimat.fr | temperaturer i °C • månadsnederbörd i mm • Källa: infoclimat.fr | temperaturer i °C • månadsnederbörd i mm • Källa: infoclimat.fr | temperaturer i °C • månadsnederbörd i mm • Källa: infoclimat.fr | temperaturer i °C • månadsnederbörd i mm • Källa: infoclimat.fr |
|         | 66 11 9                                                         | 35 12 4                                                         | 50 15 7                                                         | 4 17 5                                                          | 45 23 11                                                        | 51 27 14                                                        | 27 26 15                                                        | 16 27 15                                                        | 34 22 11                                                        | 12 20 10                                                        | 29 13 4                                                         | 40 9 3                                                          |